# Liste der Kulturgüter in Böztal
Die Liste der Kulturgüter in Böztal enthält alle Objekte in der Gemeinde Böztal im Kanton Aargau, die gemäss der Haager Konvention zum Schutz von Kulturgut bei bewaffneten Konflikten, dem Bundesgesetz vom 20. Juni 2014 über den Schutz der Kulturgüter bei bewaffneten Konflikten sowie der Verordnung vom 29. Oktober 2014 über den Schutz der Kulturgüter bei bewaffneten Konflikten unter Schutz stehen.
Objekte der Kategorien A und B sind vollständig in der Liste enthalten, Objekte der Kategorie C fehlen zurzeit (Stand: 1. Januar 2023). Unter übrige Baudenkmäler sind weitere geschützte Objekte zu finden, die in der Bau- und Nutzungsordnung der Gemeinde verzeichnet und nicht bereits in der Liste der Kulturgüter enthalten sind.

## Kulturgüter
| Foto |                                                                              | Objekt                                                                     | Kat. | Typ | Standort                                             | Beschreibung |
| ---- | ---------------------------------------------------------------------------- | -------------------------------------------------------------------------- | ---- | --- | ---------------------------------------------------- | ------------ |
| ja   | Datei hochladen · Wikidata zu Ehemaliges Säckinger Amtshaus (Q19362318)      | Ehemaliges Säckinger Amtshaus KGS-Nr.: 09480                               | A    | G   | Hornussen, Hauptstrasse 37, 37a, 37b 647043 / 261240 |              |
| BW   | Datei hochladen · Wikidata zu Eisenzeitliche Grabhügelgruppe (Q116695755)    | Eisenzeitliche Grabhügelgruppe KGS-Nr.: 16362                              | A    | F   | Elfingen / Hornussen, March 649220 / 263281          |              |
| ja   | Datei hochladen · Wikidata zu Evangelisch-reformierte Pfarrkirche (Q2136845) | Evangelisch-reformierte Kirche KGS-Nr.: 15250                              | B    | G   | Bözen, Oberdorf 10.1 648741 / 260734                 |              |
| BW   | Datei hochladen · Wikidata zu Jungsteinzeitliche Fundstelle (Q105303182)     | Jungsteinzeitliche Fundstelle KGS-Nr.: 15251                               | B    | F   | Bözen, Biblet 648201 / 259800                        |              |
| ja   | Datei hochladen · Wikidata zu Gasthaus zum Bären (Q29575769)                 | Gasthaus zum Bären KGS-Nr.: 15252                                          | B    | G   | Bözen, Hauptstrasse 44 648553 / 260679               |              |
| BW   | Datei hochladen · Wikidata zu Frühmittelalterliches Gräberfeld (Q105376693)  | Römische Siedlungsstelle / Frühmittelalterliches Gräberfeld KGS-Nr.: 15355 | B    | F   | Elfingen, Spier/Müllermätteli 649681 / 262090        |              |
| ja   | Datei hochladen · Wikidata zu Laur-Haus (Q29575918)                          | Laur-Haus KGS-Nr.: 15343                                                   | B    | G   | Effingen, Dorfstrasse 61 649944 / 260131             |              |
| BW   | Datei hochladen · Wikidata zu Scheune (1614) (Q29576204)                     | Scheune (1614) KGS-Nr.: 15432                                              | B    | G   | Hornussen, Hauptstrasse 114 646990 / 261229          |              |
| ja   | Datei hochladen · Wikidata zu Haus (1601) (Q29576199)                        | Haus (1601) KGS-Nr.: 15433                                                 | B    | G   | Hornussen, Hauptstrasse 70 647176 / 261156           |              |
| BW   | Datei hochladen · Wikidata zu Haus (1606) (Q29576194)                        | Haus (1606) KGS-Nr.: 15434                                                 | B    | G   | Hornussen, Hauptstrasse 112 647021 / 261218          |              |
| BW   | Datei hochladen · Wikidata zu Haus (ca. 1750) (Q29576201)                    | Haus (ca. 1750) KGS-Nr.: 15435                                             | B    | G   | Hornussen, Hauptstrasse 77 647069 / 261199           |              |
| BW   | Datei hochladen · Wikidata zu Haus (1596) (Q29576196)                        | Haus (1596) KGS-Nr.: 15436                                                 | B    | G   | Hornussen, Hauptstrasse 46 647096 / 261228           |              |
| ja   | Datei hochladen · Wikidata zu Römisch-katholische Pfarrkirche (Q29576203)    | Römisch-katholische Pfarrkirche KGS-Nr.: 16004                             | B    | G   | Hornussen, Kirchgasse 87 647053 / 261057             |              |

## Übrige Baudenkmäler
| ID    | Foto |                                                                               | Objekt                                             | Typ | Standort                                              | Beschreibung               |
| ----- | ---- | ----------------------------------------------------------------------------- | -------------------------------------------------- | --- | ----------------------------------------------------- | -------------------------- |
| 5     | BW   | Datei hochladen                                                               | Altes Pfarrhaus mit ehemaliger Scheune             | G   | Bözen, Hauptstrasse 5 648735 / 260587                 |                            |
| 30/31 | BW   | Datei hochladen                                                               | Bauernhäuser                                       | G   | Bözen, Oberdorf 3 648645 / 260717                     |                            |
| 34    | BW   | Datei hochladen                                                               | Trotte                                             | G   | Bözen, Oberdorf 6 648687 / 260724                     |                            |
| 52    | ja   | Datei hochladen · Wikidata zu Bauernhaus, ehemaliges Zehntenhaus (Q115548280) | Bauernhaus, ehemaliges Zehntenhaus                 | G   | Bözen, Hauptstrasse 40 648602 / 260678                |                            |
| 71    | ja   | Datei hochladen                                                               | Bauernhaus                                         | G   | Bözen, Hauptstrasse 29 648514 / 260661                |                            |
| 79    | BW   | Datei hochladen                                                               | Wohnhaus                                           | G   | Bözen, Hauptstrasse 39 648439 / 260682                |                            |
| 90    | ja   | Datei hochladen                                                               | Restaurant Post                                    | G   | Bözen, Hauptstrasse 49 648352 / 260726                |                            |
| 97    | ja   | Datei hochladen                                                               | Ehemalige Mühle                                    | G   | Bözen, Mühleweg 2 648234 / 260663                     |                            |
|       | ja   | Datei hochladen                                                               | Alte Bachbrücke im "Längacher"                     | G   | Bözen, Langacher 649020 / 259757                      | Bachbrücke über die Sissle |
|       | ja   | Datei hochladen                                                               | Alte Bachbrücke in der "Breite"                    | G   | Bözen, Zwismestock 648575 / 260127                    | Bachbrücke über die Sissle |
|       | ja   | Datei hochladen                                                               | Alte Bachbrücke in der "Breite / Brühl"            | G   | Bözen, Brüel 649040 / 259665                          | Bachbrücke über die Sissle |
|       | BW   | Datei hochladen                                                               | Bachschwellen im Brühl (2×)                        | G   | Bözen 649192 / 259549                                 |                            |
|       | ja   | Datei hochladen                                                               | Brunnen (1859)                                     | K   | Bözen, Poststrasse 648447 / 260707                    |                            |
|       | ja   | Datei hochladen                                                               | Brunnen (1851)                                     | K   | Bözen, Hauptstrasse / Elfingerstrasse 648632 / 260671 |                            |
|       | ja   | Datei hochladen                                                               | Brunnen beim Bären                                 | K   | Bözen, Hauptstrasse 648565 / 260674                   |                            |
|       | ja   | Datei hochladen                                                               | Sieben Grenzsteine entlang der Grenze zu Hornussen | K   | Bözen 648280 / 262135                                 |                            |
| 801   | ja   | Datei hochladen                                                               | Römerstrasse Effingen                              | F   | Effingen, Strelli 651519 / 259890                     |                            |
| 901   | BW   | Datei hochladen                                                               | Bauernhaus Brack (2013 nach Umbau entlassen)       | G   | Effingen, Dorfstrasse 57 649990 / 260158              |                            |
| 902   | ja   | Datei hochladen                                                               | Gasthaus zur Glocke (um 1700)                      | G   | Effingen, Dorfstrasse 53 650037 / 260139              |                            |
| 903   | ja   | Datei hochladen                                                               | Wohnhaus mit Nagelschmiede, Naglerhaus (18. Jh.)   | G   | Effingen, Dorfstrasse 65 649926 / 260131              |                            |
| 905   | ja   | Datei hochladen                                                               | Wohnhaus Herzoggut (1820) / Schulheim              | G   | Effingen, Dorfstrasse 68 649854 / 260169              |                            |
| 906   | ja   | Datei hochladen                                                               | Dorftrotte (1760)                                  | G   | Effingen, Hauptstrasse 10 650122 / 259970             |                            |
| 907   | BW   | Datei hochladen                                                               | ehemaliges Bauernhaus (1680)                       | G   | Effingen, Kästal 49 651525 / 261922                   |                            |
| 908a  | ja   | Datei hochladen                                                               | Brunnen (1853)                                     | K   | Effingen, Dorfstrasse 650026 / 260159                 |                            |
| 908b  | ja   | Datei hochladen                                                               | Brunnen (1856)                                     | K   | Effingen, Bözbergstrasse 650170 / 259958              |                            |
| 909   | ja   | Datei hochladen · Wikidata zu Bahnhof Effingen (Q800707)                      | Stationsgebäude Effingen (1875)                    | G   | Station Effingen 649905 / 258620                      |                            |
| 910   | ja   | Datei hochladen                                                               | Wohnhaus (1890)                                    | G   | Effingen, Dorfstrasse 64 649934 / 260152              |                            |
|       | ja   | Datei hochladen                                                               | Schloss                                            | G   | Elfingen, Schlossstrasse 17a 649806 / 262069          |                            |
|       | ja   | Datei hochladen                                                               | Gemeindehaus                                       | G   | Elfingen, Dorfstrasse 4 649764 / 261998               |                            |

Legende: Siehe Legende der Liste der Kulturgüter von nationaler und regionaler Bedeutung. Anstelle der KGS-Nummer wird als Objekt-Identifikator (ID) die Inventar- oder Gebäudenummer in der Bau- und Nutzungsordnung der Gemeinde verwendet.